# Exaeretodon
Exaeretodon es un género de cinodontos traversodontidos; con algunas especies conocidas de diversas formaciones geológicas. E. argentinus, E. frenguelli, y E. vincei fueron hallados en la  formación Ischigualasto de Argentina del Carniense en el Triásico Superior. E. major y E. riograndensis fueron hallados en la formación Formación Santa María de Brasil del Ladiniense en el Triásico Medio. E. statisticae del Carniano de la Formación Maleri de la India. Exaeretodon era un herbívoro de hasta 1.8 metros de largo, con una masticación especializada.
Un análisis de los huesos de crías encontradas en Paleorrota concluyeron que una hembra Exaeretodon tenía uno o dos crías por cada embarazo. Otro punto interesante es que estos cinodontos tenían dientes deciduales, lo cual es una característica de los mamíferos y significaba que los recién nacidos no podían masticar y requerían ser cuidados por sus progenitores. Solo los jóvenes mayores tenían dientes permanentes.  

## Galería

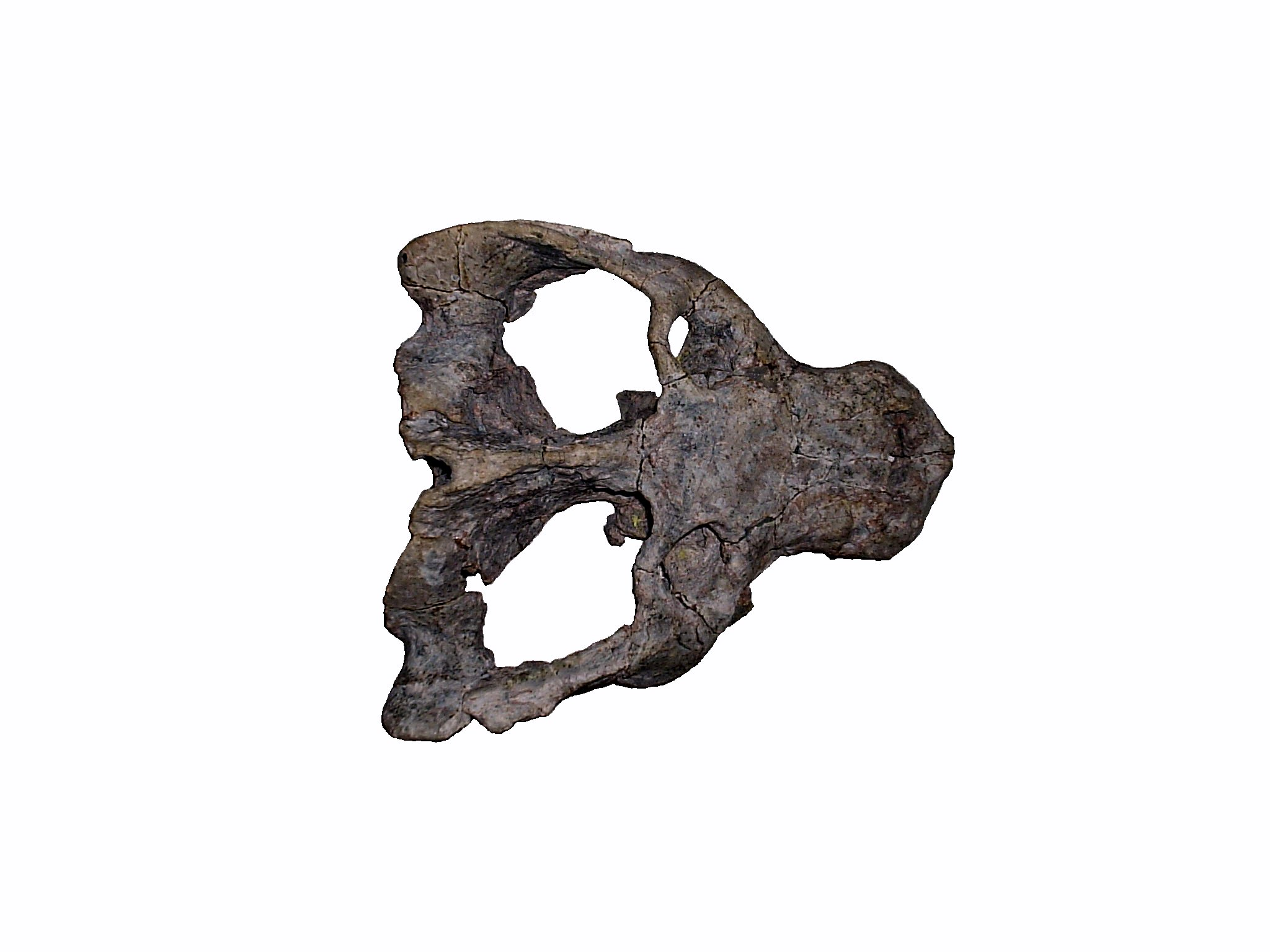
cráneo de un Exaeretodon
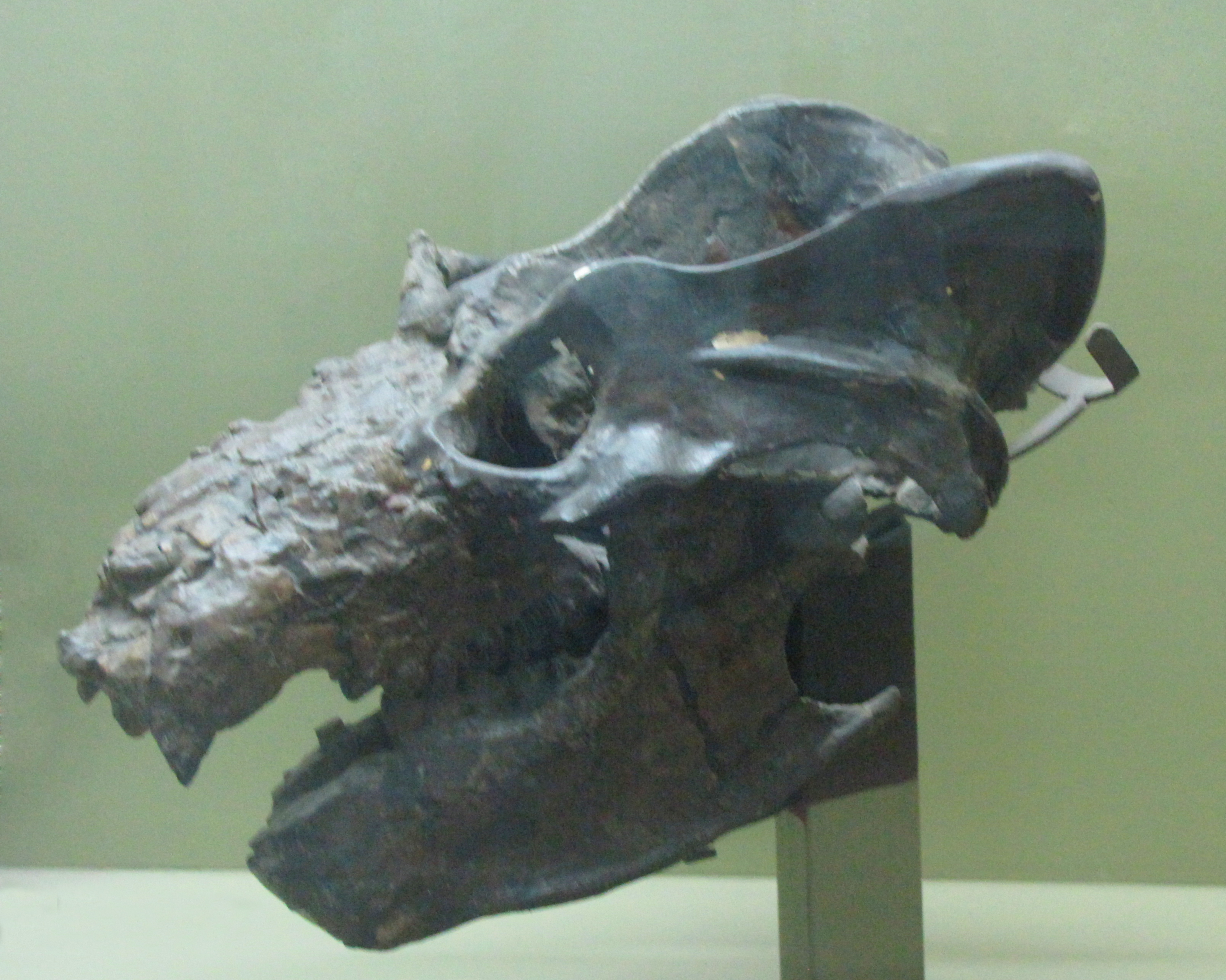
Cráneo y mandíbula de un Exaeretodon
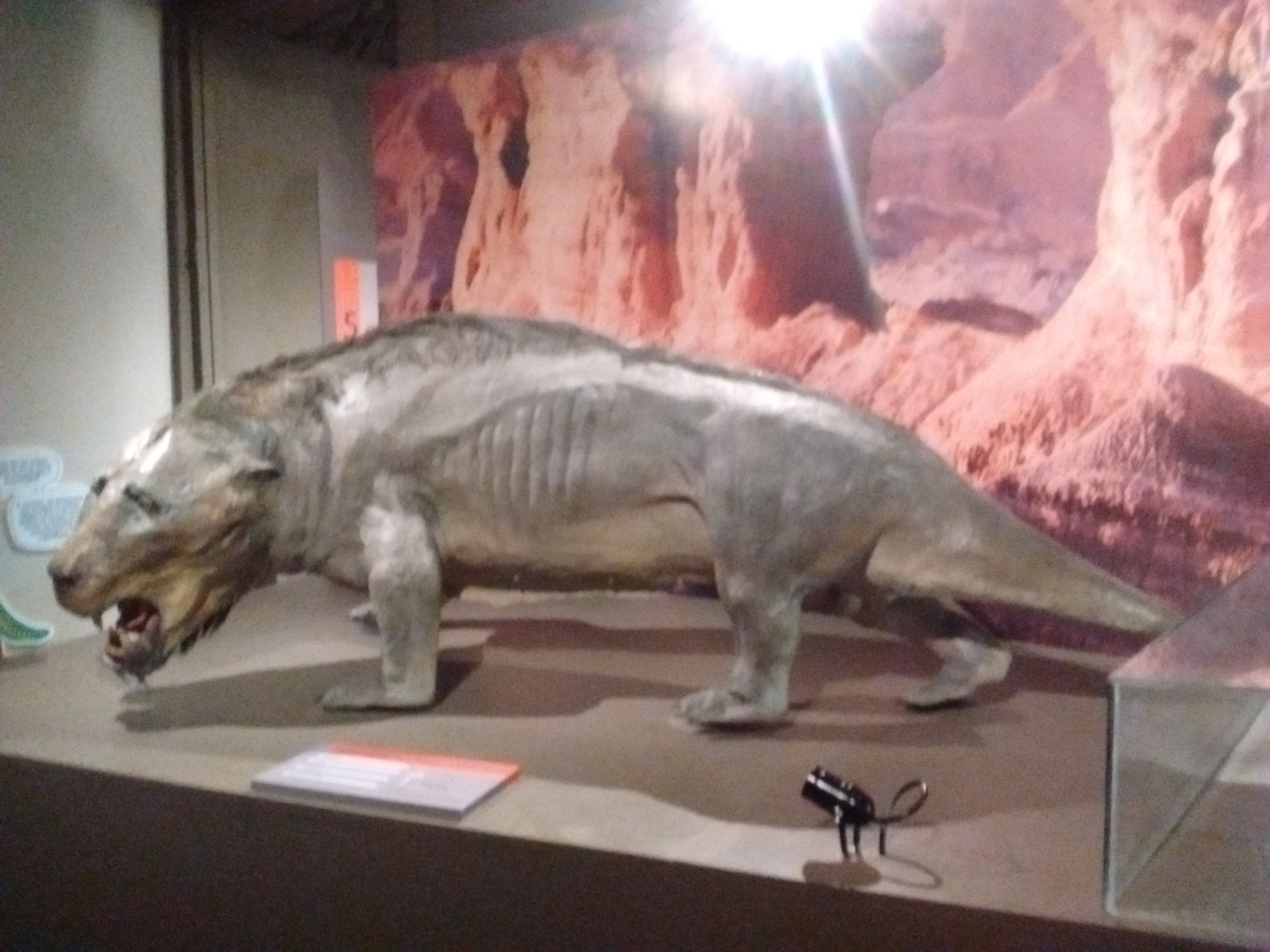
Recreación paleoartística
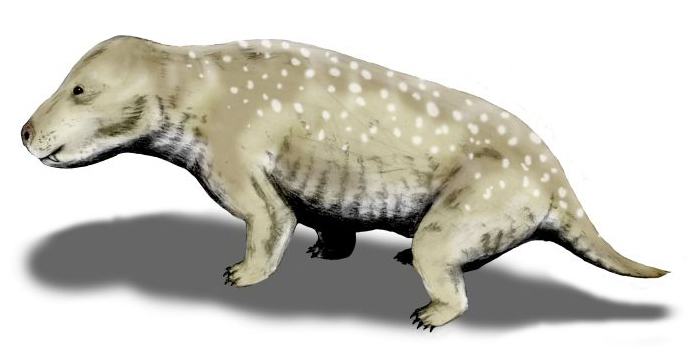
Exaeretodon frenguellii